# Solet annuere (Honorius III)

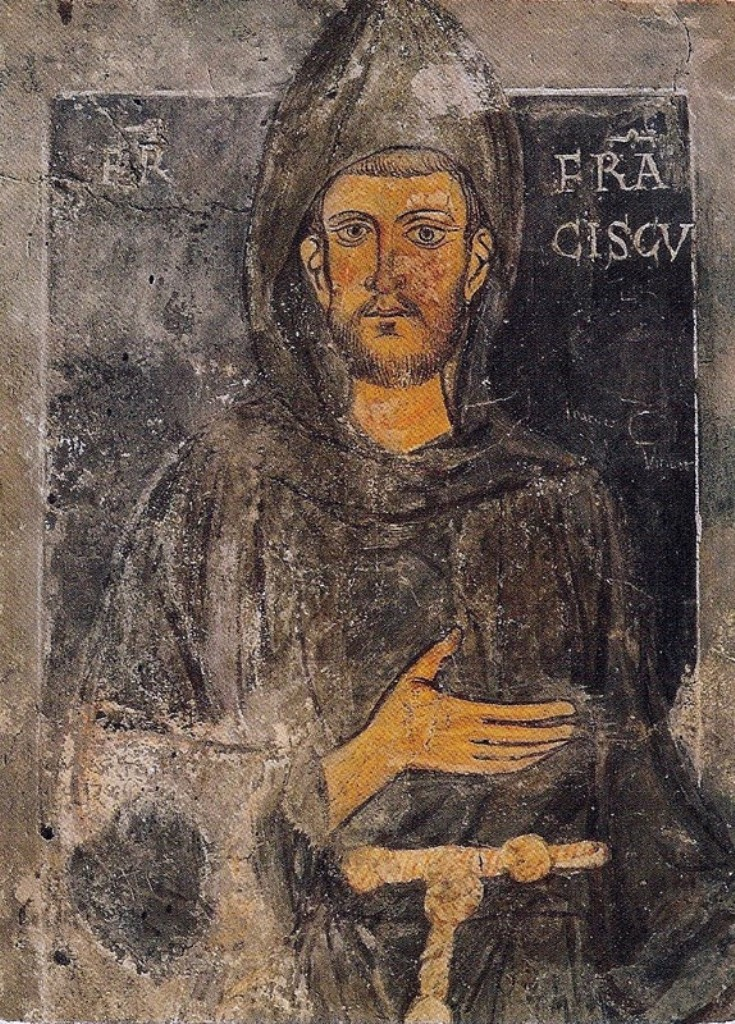
Franciscus van Assisi, oprichter van de orde

Solet annuere (Latijn voor (De Heilige Stoel) heeft de gewoonte zich niet te goed te achten (om toe te staan)) was een pauselijke bul, uitgevaardigd door paus Honorius III op 29 november 1223, waarin de leefregel van de franciscanen door de Heilige Stoel werd erkend.
In 12 korte hoofdstukken werd uiteengezet wat van de orde verwacht werd. Zo werd gewezen op:
- het naleven van kuisheid: omgang met vrouwen en het bezoeken van nonnenkloosters was alleen toegestaan met toestemming
- het werken: dat niet gericht mocht zijn op het verwerven van rijkdom
- het respecteren van de armoede (bedelorde)
- het respecteren van het Evangelie
- gehoorzaamheid aan de paus en broeder Franciscus (en hun respectievelijke opvolgers).

De orde van franciscanen werd al snel onderwerp van gesprek aan het pauselijk hof volgend op de dood van Franciscus van Assisi (1226). Dit blijkt onder meer uit de bullen Quo elongati (1230, door paus Gregorius IX) met als onderwerp het testament van Franciscus en Exiit qui seminat (1279, door paus Nicolaas III) waarin stelling wordt genomen tegen het armoede-ideaal van de franciscanen.